# Tom Rapp

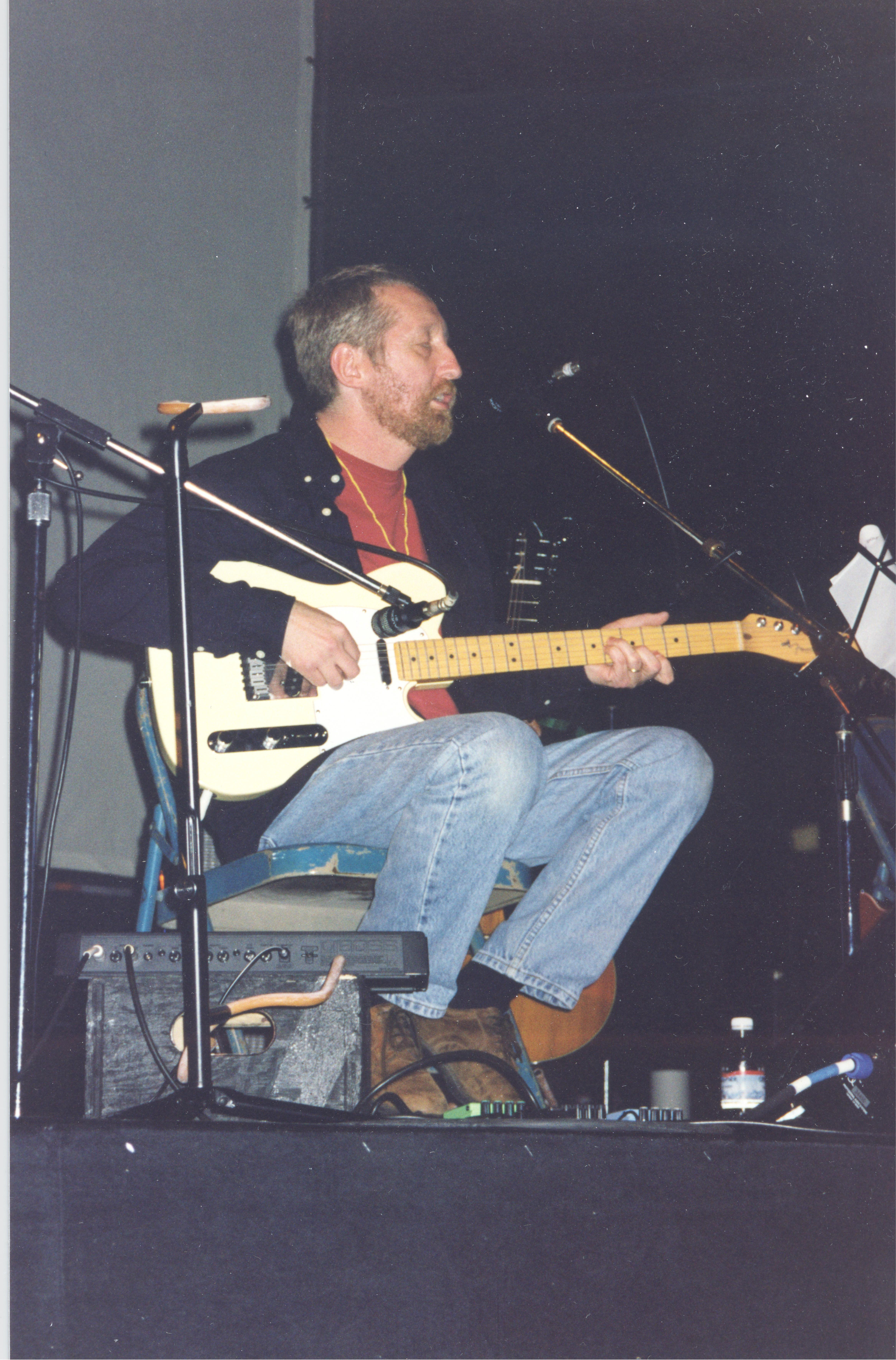
Tom Rapp, 1998

Thomas Dale „Tom“ Rapp (* 8. März 1947 in Bottineau, North Dakota; † 11. Februar 2018 in Melbourne, Florida) war ein US-amerikanischer Sänger und Songwriter. Bekannt wurde er als Frontman der Folk-Rock-Band Pearls Before Swine.

## Biografie
Mit sechs Jahren schrieb Rapp seinen ersten Song. Er trat bei Talentwettbewerben auf; bei einem schlug er den jungen Bob Dylan. Anfang der 1960er zog Rapps Familie nach Melbourne in Florida. Hier gründete er 1965 die Band Pearls Before Swine.
Nach den ersten Alben hatten die ursprünglichen Bandmitglieder – außer Rapp – die Gruppe verlassen, und Rapp spielte die weiteren Alben mit Studiomusikern ein. Ab 1972 veröffentlichte er unter eigenem Namen. Für Auftritte stellte er eine neue Version von Pearls Before Swine zusammen.
Mitte der 1970er zog sich Rapp aus dem Musikgeschäft zurück. Er schloss sein Studium ab und arbeitete als Rechtsanwalt. 1998 tauchte er unerwartet wieder auf der Bühne auf: Beim Terrastock-Festival in Providence, Rhode Island, begleitete er die Band Shy Camp seines Sohnes Dave. Auch auf späteren Ausgaben dieses Festivals trat er wieder auf. 1999 erschien wieder ein Album von Tom Rapp.

## Diskografie
Siehe auch die Diskografie der Band Pearls Before Swine.
Soloalben:
- 1972: Familiar Songs
- 1972: Stardancer
- 1973: Sunforest
- 1999: A Journal of the Plague Year